# 莫尔特雷
莫尔特雷（法語：Mortrée，法語發音：[mɔʁtʁe] ⓘ）是法国奥恩省的一个市镇，属于阿让唐区。2019年，市镇圣伊莱尔拉热拉尔并入莫尔特雷。

## 地理
莫尔特雷（48°38'22"N, 0°4'41"E）面积32.26 平方千米，位于法国诺曼底大区奧恩省，该省份为法国西北部内陆省份，北起顺时针与卡爾瓦多斯省、厄尔省、厄尔-卢瓦省、萨尔特省、马耶讷省和芒什省接壤。
与莫尔特雷接壤的市镇（或旧市镇、城区）包括：贝尔丰、阿尔默内什堡、马塞、梅达维、蒙梅雷、拉费里耶尔贝谢、勒塞尔克伊、唐维尔。
莫尔特雷的时区为UTC+01:00、UTC+02:00（夏令时）。

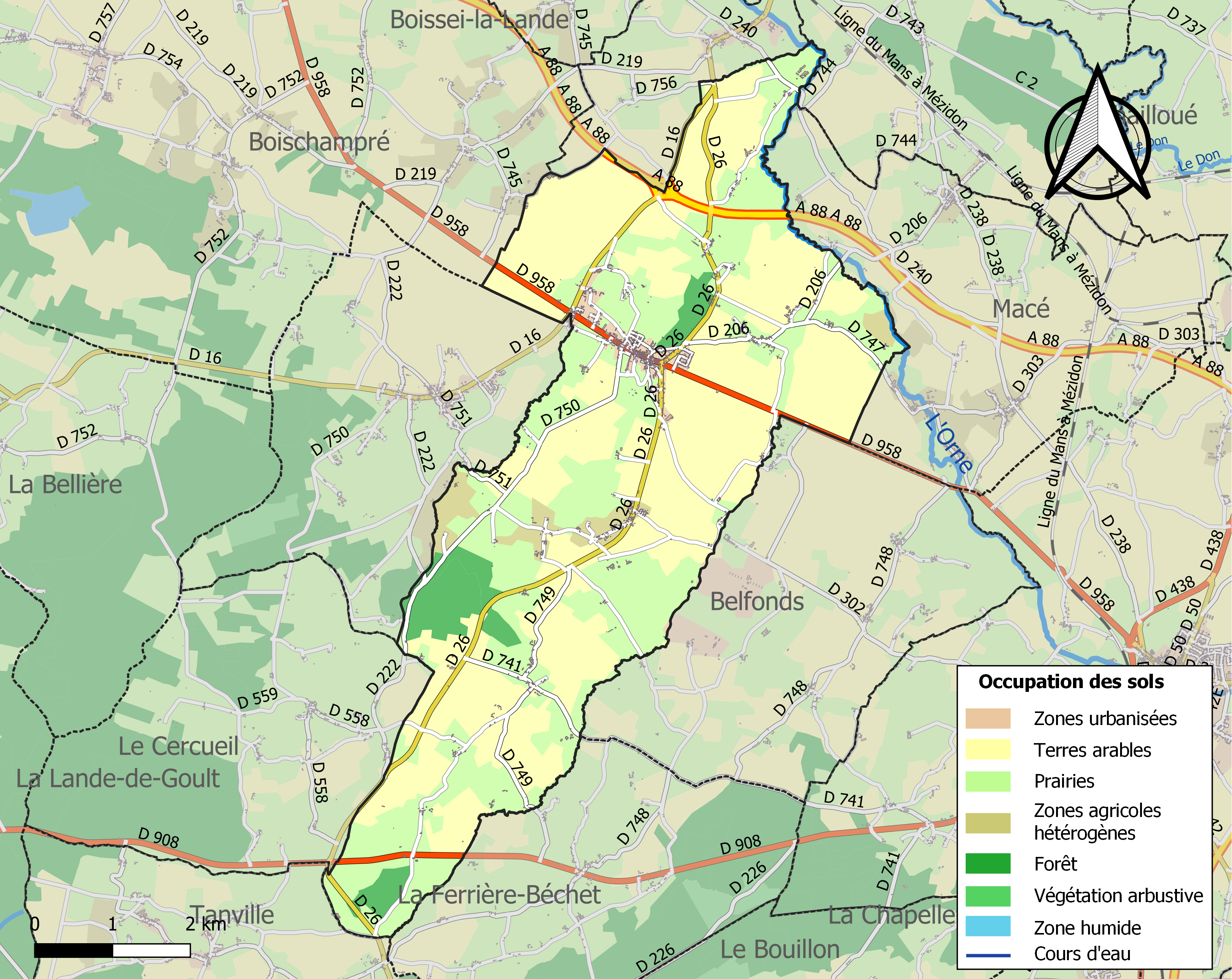
莫尔特雷的OSM定位图

## 行政
莫尔特雷的邮政编码为61570，INSEE市镇编码为61294。

## 政治
莫尔特雷所属的省级选区为塞镇县。

## 人口

1962-2008年间莫尔特雷人口变化图示

莫尔特雷于2022年1月1日时的人口数量为1125人。